# Ja'ar Ramot

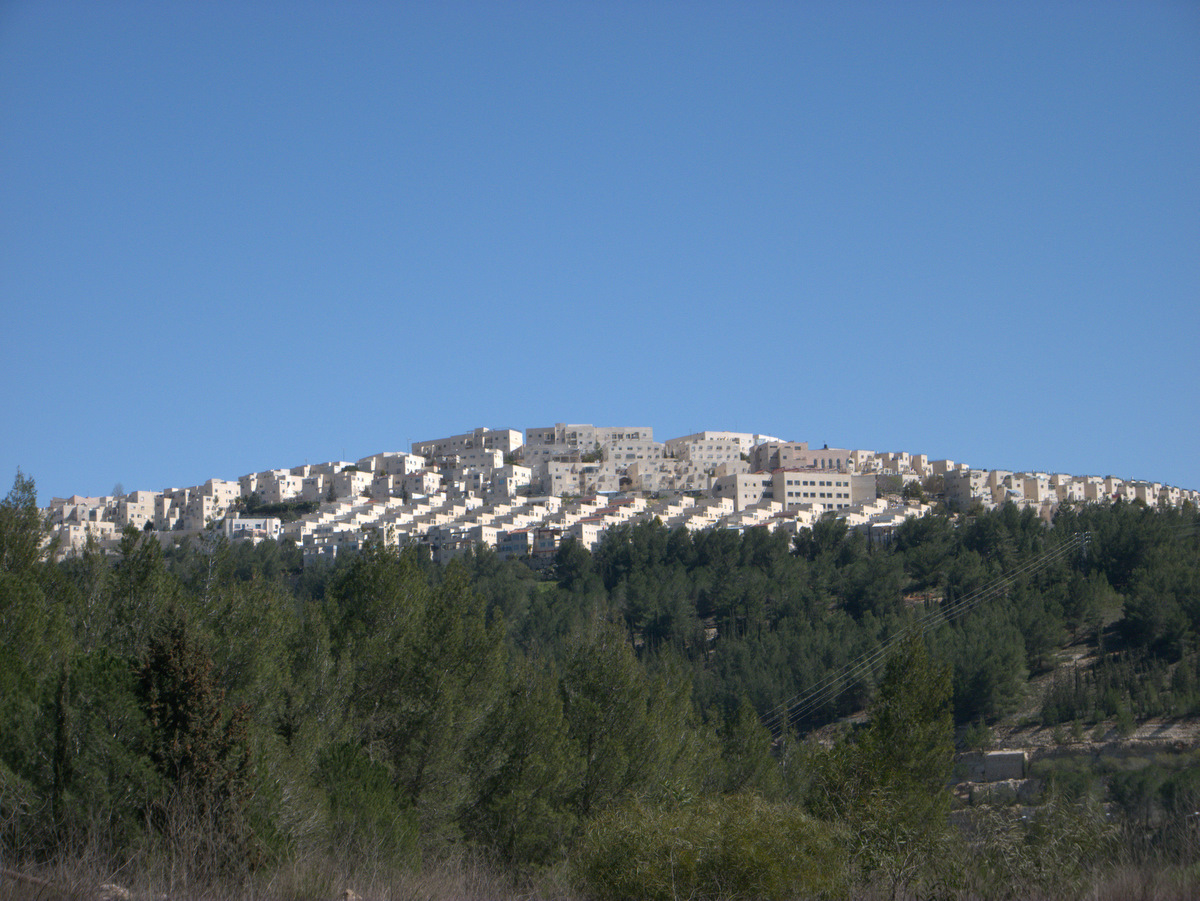
Lesní komplex Ramot, Jeruzalém

Ja'ar Ramot (hebrejsky: יער רמות) je lesní komplex v Jeruzalémě, v Izraeli, respektive v části Jeruzaléma ležící na Západním břehu Jordánu, která byla anektována Izraelem.
Rozkládá se cca 4 kilometry severozápadně od centra Jeruzaléma v údolí potoka Sorek mezi čtvrtěmi Ramot, Ramat Šlomo a průmyslovou zónou Har Chocvim. Do Soreku zde od severovýchodu ústí vádí Nachal Atarot, od východu Nachal Cofim a od západu Nachal Ramot. Lesní komplex je narušen četnými dopravními stavbami. Severojižním směrem prochází údolím nová dálniční komunikace Sderot Menachem Begin. Po jižním okraji lesa probíhá dálnice číslo 1.